# Суна
Суна (арап. سنة) је арапска реч за значи обичај, начин живота, пропис, норму, стандард, одредбу. Јужнословенски муслимани користе облик sunnet/сунет (зависно од транскрипције са арапског). За Суните тај термин обележава верске законе које је Мухамед проповедао током свог живота. Суна учвшћава оно што је познато као  Аврамовa (Ибрахимовa) реч.

## Историја значења
Међу предисламским Арапима, суна је имала снагу племенског обичаја (у антрополошком смислу), тј. опште прихваћених норми понашања везаних за доброту, моралност и друштвене активности. Неки извори међутим оспоравају оваакво схватање.
У арапском језику је “suna”, пре свега, представља “преседан, прецедент”, али и начин живота. 
У старој Арабији се свако племе дичило суном својих предака. Преседани ранијих генерација су постојали традиција за новије што је водило прерастању у обичај, али иако се често поистовећују, обичај и суну треба разликовати. Њихова разлика је била од пресудног значаја за стварање Пророкове суне.
За разлику од обичаја који настаје дуготрајним истоветним понављањем одређених понашања којима се не зна први творац, нити је то од значаја за ауторитативност обичаја, саставни елементи суне су историјска чињеница понашања и њена обавезност, односно нормативност за будуће генерације.
Измени предисламске суне се прилазило крајње опрезно (Шахт: “…без експеримената и новотарија које би могле пореметити драгоцену равнотежу њиховог бивствовања”).
У Кур'ану се јавља у две синтагме: sunnat al-awwalīn („суна ранијих, неисламских генерација”) и sunnat Allāh (Алахова суна). Оба израза су синонимни ако означавају Алахово кажњавање ранијих генерација, које су поруке посланика дочекале са неверицом или ругањем. У сури III, 3 користи се множина sunan као ознака суда за кажњавање. У Хадису се под суном подразумева Мухамедова суна – Алах је са исламском заједницом повезан Својом књигом, а Мухамед суном. Мухамедова суна обухвата и подразумева све оно што је Мухамед у својству Божјег посланика: 
1. изричито допустио или забранио (kawl); 
2. личним примером, својим начином живота разјаснио и уобичајио (fi’l);
3. прећутно одобрио (taqrir, sukut). 
Држати се Суне могло би се сматрати неком врстом опонашања Мухамеда.
Суна је карактеристична ознака за праксу и теорију исламске заједнице – под изразом „Ahl as-sunna wa al-ğamā‘a” (људи суне и заједнице) се подразумевају они људи који не одступају од верских начела и праксе. Израз се у овом смислу користио посебно за повлачење разлика са шиитима.
На суни почивају многи институти шеријатског права као што су разне врсте купопродаје, право прече куповине, накнада штете, вакуфи и др.

## Значај
Закон књиге исламских закона - Кур'ана, Суна је највећег значаја. Често се Суна тумачи погрешно јер је тумачење доста површно. Суну морају муслимани поштовати као и Кур'ан, али у пракси неки муслимани поштују само Куран. Либералнији правници у исламском свету схватају Суну као ритуал, док се у правним питањима не користи често.
Суну треба разликовати од Фика, који је само усмени закон улема и није писан закон.